# Havstena

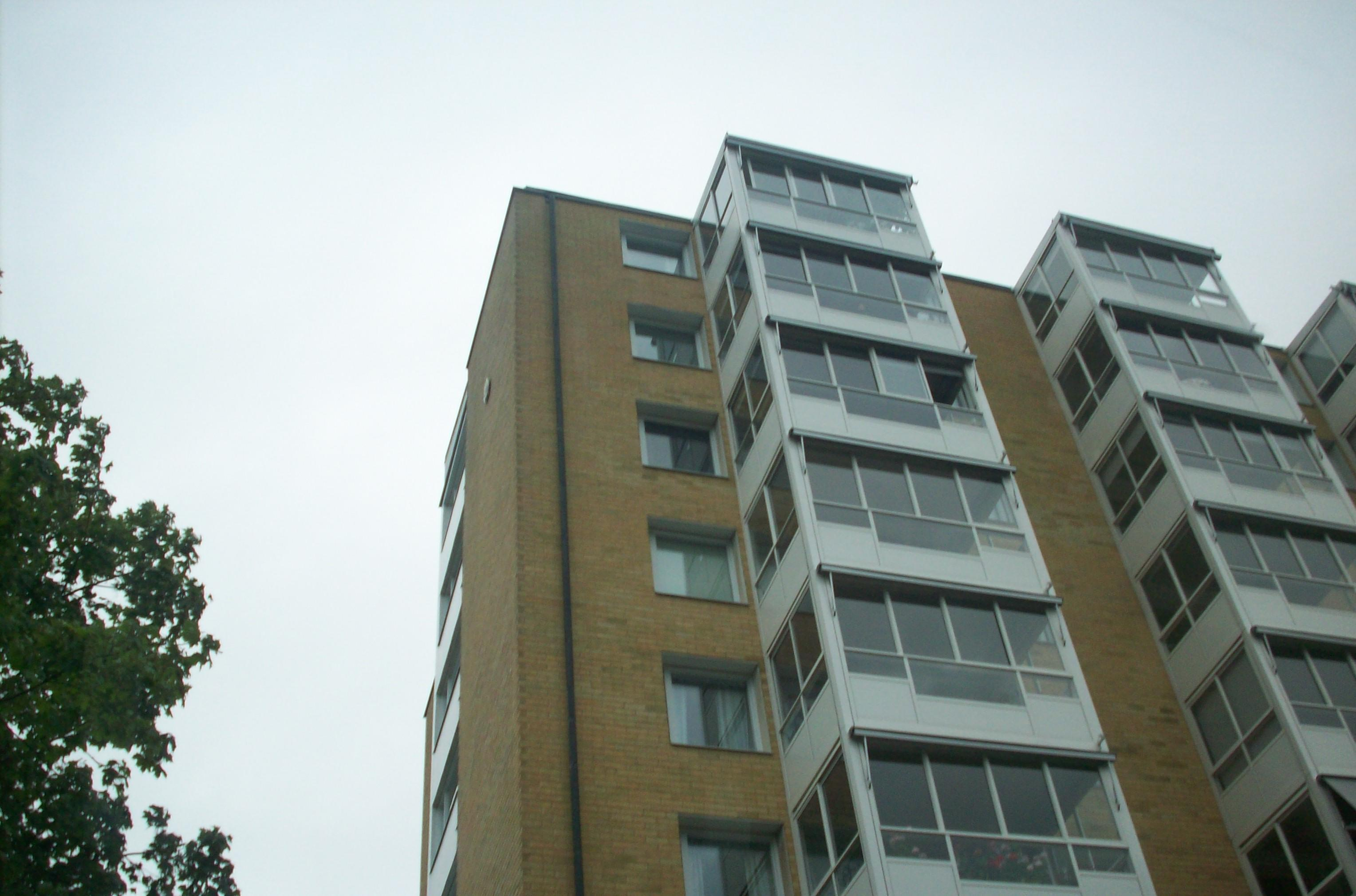
Ett av de gula höghusen

Havstena är en stadsdel nordväst om Skövde, Västra Götalands län cirka 1,5 kilometer från centrum och har cirka 2 000 invånare. Stadsdelen ligger väster om Vadsbovägen och består endast lägenhetshus som varierar mellan tre och åtta våningar som är byggda mellan 1962 och 1964. Området har fin miljö med mycket grönska och de två sjöarna Havstenasjön och Käpplundasjön. I öster syns Billingen och Billingehus.

## Historia
Förr utgjorde Havstena en by med ett 15-tal gårdar som låg i Skövde socken. Gårdarna var: Dunsgården, Grubbagården, Hulegården, Lillegården, Lunnagården, Mellangården, Nolgården, Skattegården, Skinnaregården, Skräddaregården, Storegården, Tomten, Tån, Uddagården och Östgötagården.

## Resurser
I Havstena finns en livsmedelsbutik, en sportbutik, i närområdet finns även apotek och ett stort köpcentrum (Elins Esplanad).
Kommunala resurser i området: 
- En grundskola
- Två förskolor
- En vårdcentral.

I närheten ligger även Billingebacken som är en slalombacke som har öppet vintertid.

## Lillegården

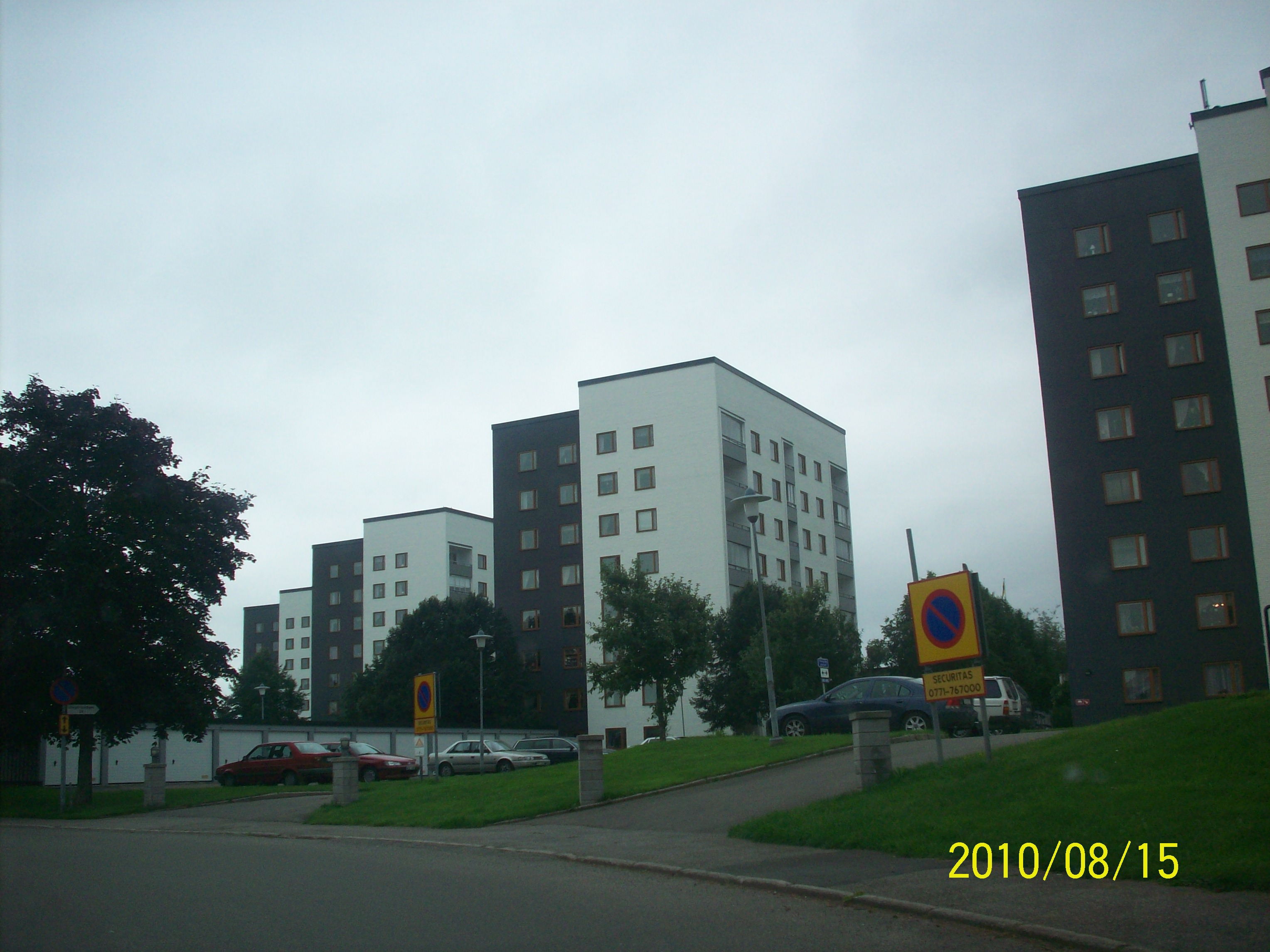
Höghusen sett från norr

I stadsdelen ligger området Lillegården.
Området består mestadels av lägenhetshus men också ett idrottsområde.
Idrottsområdet har fyra elvamannaplaner för fotboll, stor uppvärmningsyta och ett stort sportfält. Sportfältet omfattar en gräsyta som är 28 000 m² som delats upp i flera planer. Den huvudsakliga verksamheten här består av fotboll och baseboll. Här anordnas fotbollsturneringar, till exempel Skadevi Cup, en av Sveriges största ungdomsturnering på gräs för elvamannalag. Flera föreningar har sin dagliga tränings- och matchverksamhet förlagd till området. Fyra föreningar har dessutom sina klubbstugor här. Billingehov ligger även här.

## Transport

### Buss
Det går två stadsbussar via Havstena:
- Buss 2 går till Centrum eller Kärnsjukhuset i Skövde (KSS)
- Buss 5 går (kvällar och helger) till Centrum eller Södra Ryd via KSS

Det går även 3 stadsbussar förbi Havstena (på Vadsbovägen):
- Buss 3 går till Södra Ryd eller Centrum
- Buss 12 går till KSS eller Skultorp via Centrum och Volvo
- Buss 13 går till Skultorp via Centrum och Kavelbrogymnasiet eller Södra Ryd

Det går även 3 regionalbussar förbi Vadsbovägens hållplats:
- Buss 500 till Mariestad
- Buss 505 till Töreboda
- Buss 613 till Stöpen

### Gå och cykel
Att gå till centrum tar cirka 10–15 minuter, med cykel tar motsvarande sträcka 5 min.

## Angränsade stadsdelar
- Norrmalm
- Käpplunda
- Karstorp
- Ekängen